# Константин Гансен
Карл Крістіан Константин Гансен (дан. Carl Christian Constantin Hansen; 3 листопада 1804 — 29 березня 1880) — данський художник. Писав картини в різних жанрах: портрети, історичний живопис, пейзажі.

## Біографія
Народився в Римі в родині данського художника-портретиста Ганса Гансена. Хрещеною матір'ю стала вдова Моцарта Констанція. Початкову художню освіту здобув у свого батька. У 1816 році, вирішивши стати архітектором, поступив в Школу архітектури при Академії витончених мистецтв. Пізніше перейшов в клас Еккерсберга.
У 1834 році виїхав до Італії, де провів 8 років.

## Галерея

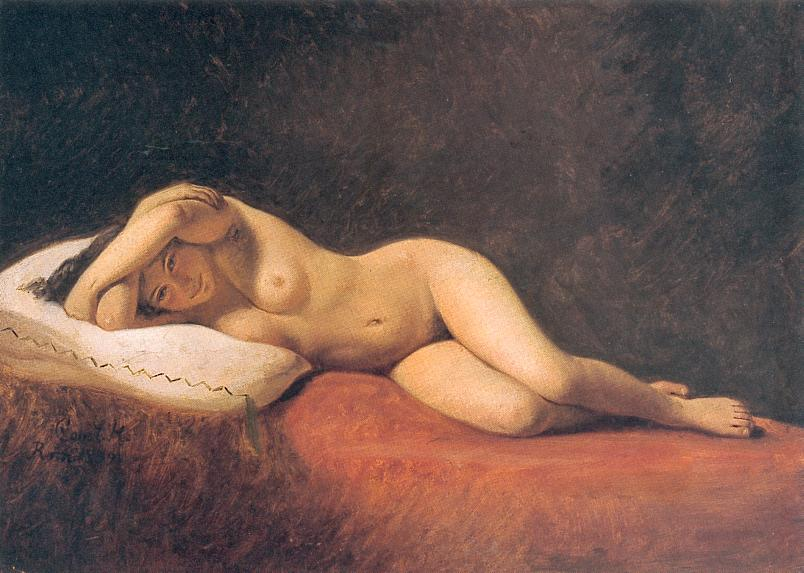
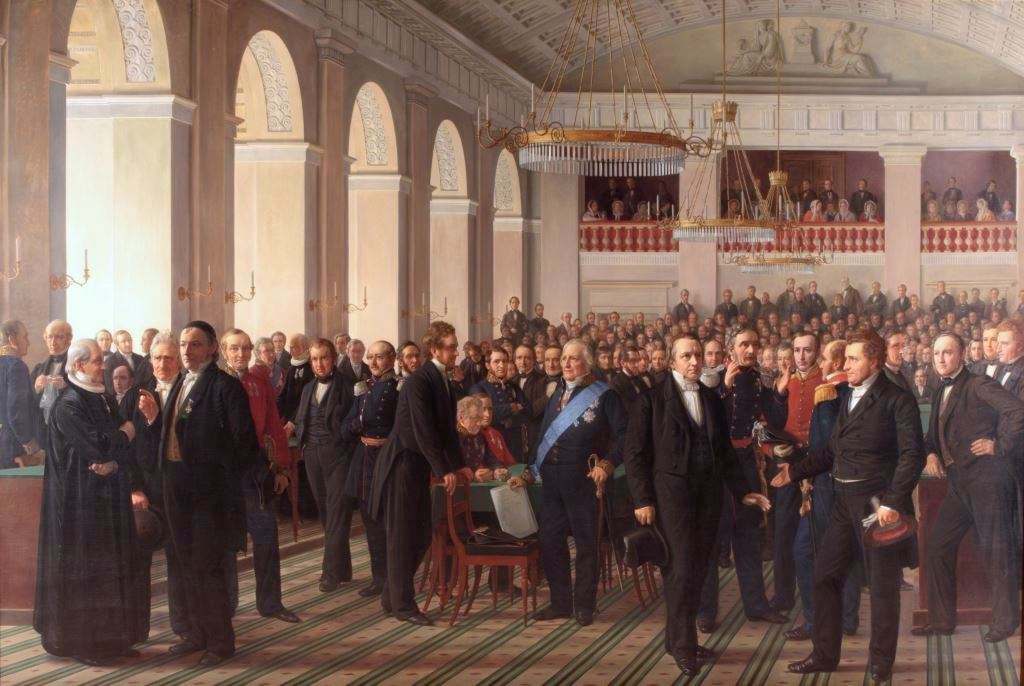
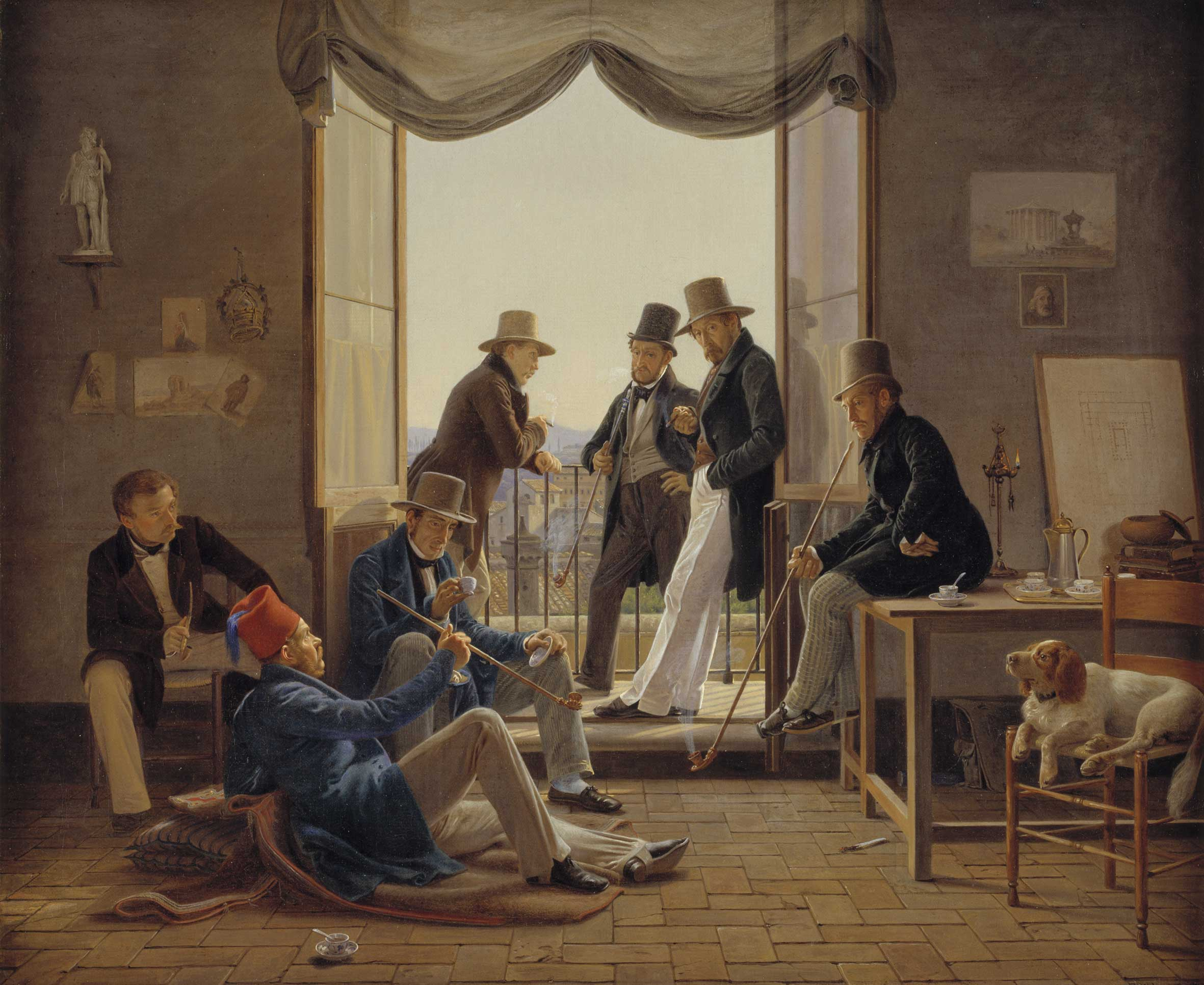
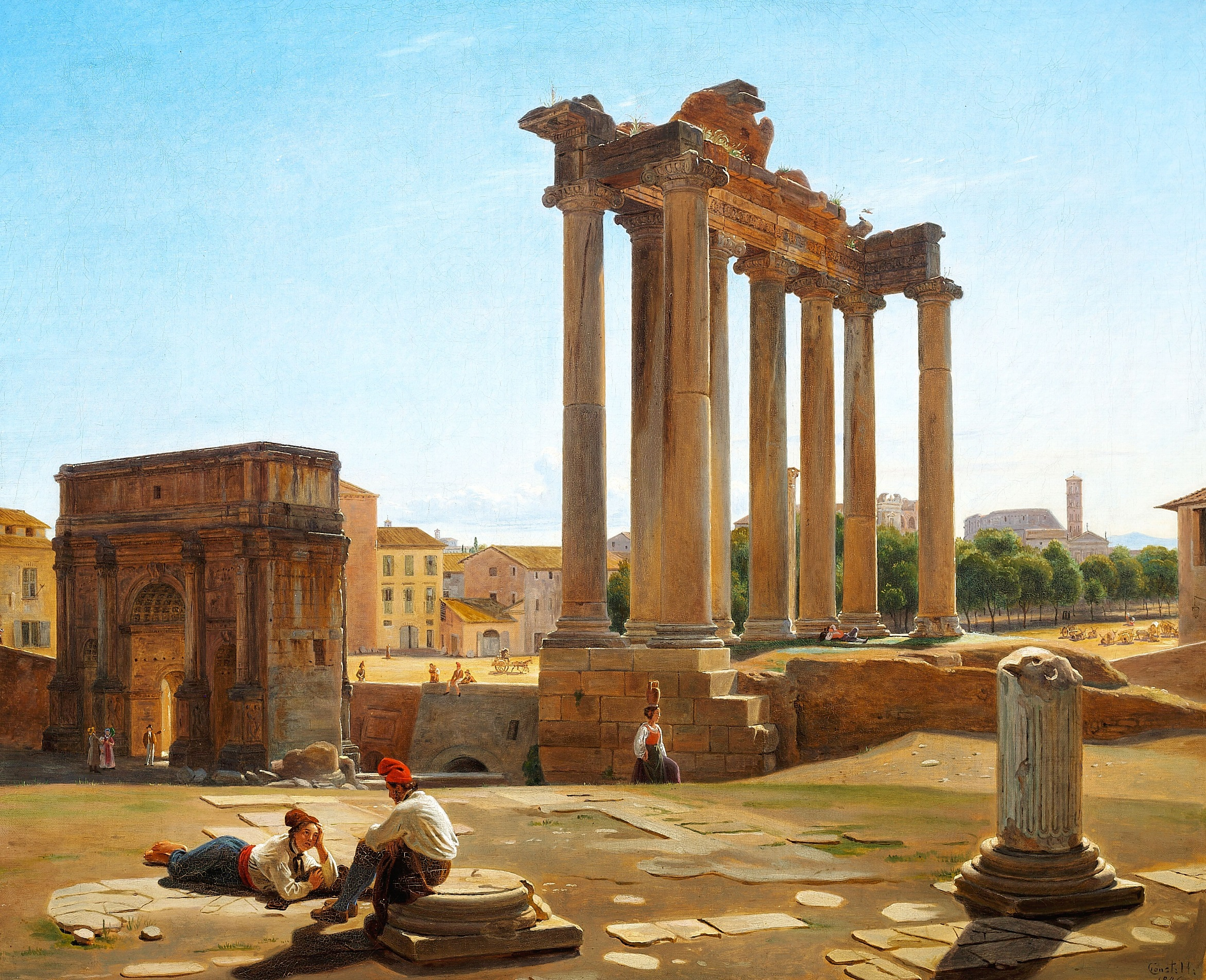